# Carl Moritz von Beurmann
Pour les articles homonymes, voir Beurmann.
Carl Moritz von Beurmann (né le 28 novembre 1802 à Oppeln et mort le 29 janvier 1870 à Oppin) est un fonctionnaire prussien.

## Famille
Il est issu d'une famille de fonctionnaires anoblis en 1790. Son père est le conseiller régional Friedrich August von Beurmann. Sa mère est Irmingard, née comtesse von Hohenthal. Il se marie avec Agnes von Teubern (née le 5 février 1812 et morte le 15 octobre 1871). L'un de ses fils est l'explorateur africain Karl Moritz von Beurmann. La fille Wally (1845-1913) est mariée à l'avocat Ernst von Meier (de).

## Biographie
Beurmann étudie le droit à l'Université Frédéric de Halle et devient membre du Corps Saxonia Halle en 1821. Il accomplit ensuite le service préparatoire habituel avant de devenir assesseur du gouvernement à Potsdam en 1830. Peu de temps après, il rejoint le ministère des Finances. À partir de 1837, il est Geh. conseiller financier. En 1840, Beurmann est nommé vice-président du district de Posen. À partir de 1842, il est provisoirement et à partir de 1843 haut président de la province de Posnanie. L'insurrection de Grande-Pologne de 1848 a lieu à son époque. Beurmann conserve son poste jusqu'en 1850. Il est également président de la commission gouvernementale pour la réorganisation nationale de la province de Posnanie. Il est postérieurement conservateur de l'Université de Halle et maréchal du Landtag dans la province de Saxe. À partir de 1863, il est député de la Chambre des seigneurs de Prusse.